# 艾奇逊防线

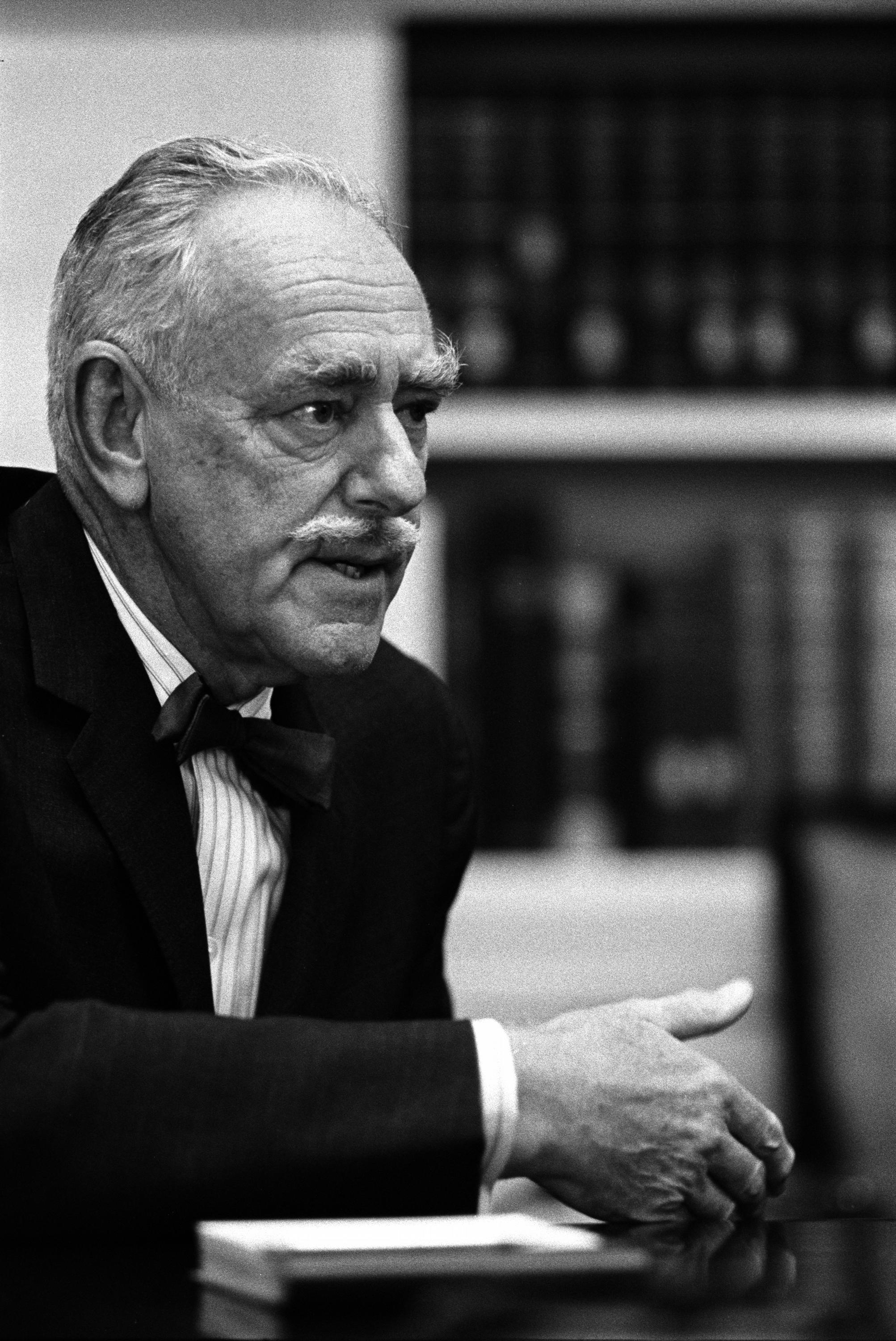
杜鲁门时期美国国务卿迪安·艾奇逊

艾奇逊防线（英語：Acheson Line）是朝鲜战争前美国的太平洋地区防线，其范围包括阿留申、日本、冲绳和菲律宾，形成一条弧线列岛防线，以时任美国国务卿迪安·艾奇逊的名字命名。台湾和朝鲜半岛不在艾奇逊防线之内。:27:151-152:52-53
艾奇逊於1950年1月12日在国家记者俱乐部發表艾奇逊防线的聲明，是冷戰早期東亞地區非常重要也非常有爭議的政策聲明。批評者指責艾奇逊防线的聲明是給平壤以武力統一開綠燈。史達林曾因為擔心美國介入會導致蘇聯被捲入大型戰爭，一直等到1950年4月才同意金日成進攻韓國的要求。

## 历史
1949年12月16日，毛泽东在中华人民共和国刚刚成立不久，以为斯大林庆祝70大寿为名访问苏联。毛泽东与斯大林在会谈中讨论了有关签订新的中苏条约、苏联对华援助、两党和两国之间历史遗留问题等话题。出于维护苏联在雅尔塔秘密协定的既得利益，避免与美英产生对立的考量，斯大林婉言拒绝了毛泽东签订新条约的建议。:26
中苏首脑会晤触动着美国的敏感神经。美国国务院的外交官们不希望中国与苏联紧密靠近，期望中苏分裂，因而倾向于在台湾问题上避免激怒中国。美国军方则认为失去台湾对美国太平洋安全是致命打击，要求对中国大陆进行贸易封锁、加大对台的军事援助，防止中国人民解放軍進攻台湾。1949年12月，美国国家安全委员会制定了折衷的48/2号文件，强调美国的直接目标是遏制和消弱苏联在亚洲的力量和影响力，建立包括日本、琉球群岛和菲律宾的战略防线。美国维持与中華民國的外交关系，但并不放弃与中華人民共和國政府相互承认的可能性，不阻挠其他國家承认中華人民共和國，也不禁止美国或日本与中國大陸进行贸易往来。:27
见到美国对中国示好后，斯大林在1950年1月1日表示愿意与中国签订新条约。1月5日，时任美国总统杜鲁门宣布承认中国对台湾的主权，无意在台湾获得特权或建军事基地，也无意武力干涉中国现状。1月12日，时任美国国务卿艾奇逊在新闻记者会上重申了美国在东亚的新月形防卫圈，台湾和朝鲜半岛被排除在该防卫圈之外。:27:151 -152
为应对来自北方的威胁和试图通过武力统一朝鲜半岛，李承晚曾多次与美国提议建立韩美军事同盟。在大韩民国刚刚成立的一年多时间里，李承晚政府先后与美国签署了《关于临时军事安全的行政协定》（1948年8月24日）、《韩美政府间关于移交财政和财产的协定》（1948年9月11日）、《韩美政府间相互防卫援助协定》（1950年1月26日）和《韩美军事顾问协定》（1950年1月26日）:260:29-30。由于美国的外交重心在欧洲，在亚洲的主要战略是防御，美国希望通过消弱苏联、中国和朝鲜共产党国家的团结来遏制共产主义的膨胀。如果美国与韩国结盟会适得其反，使共产党国家形成反对同盟。因此美国出于战略上的考虑没有接受李承晚的建议。朝鲜半岛因此也没有列在美国太平洋地区防线之内:151 -152:52-53:27。1949年5月28日，4.5萬人的美軍駐韓部隊撤離完成，仅留下500余人的美軍顾问团:53。
朝鲜战争爆发后，美国对朝鲜半岛的政策发生了重大的转折。为挽救刚刚扶植起来的李承晚政权，以美国为首的16个歐美西方国家在联合国的名义下投入了战争。由于中国的介入，战争最终终止在三八线附近。:260-2611953年10月，韩美签署了《韩美共同防御条约》，开始了长达半个多世纪的韩美同盟合作体制的序幕。韩国成了美国反苏反共的前哨阵地，也是续日本之后美国在亚洲的第二大军事同盟，美军开始长期驻扎韩国。韩国除得到美国的安保外，也获得了美国大量的经济援助。20世纪50年代，韩国是世界上获得美国援助最多的国家之一。:53:153-154